# Івановська Олександра Семенівна
Івановська Олександра Семенівна (по чоловіку Малишева; 1851, село Соковнино, Тульська  губернія — 1917, Сердобськ, Саратовська губернія) — російська революціонерка, народниця.

## Біографія
Народилася у селі Соковнино Чернського повіту Тульської губернії (нині Плавського району Тульскої області) у сім'ї православного священика.
Окрім Олександри у сім'ї виховували сестри Парасковія, Євдокія; брати — Василь, Іван та Петро. Сестра — Євдокія Семенівна Івановська — дружина письменника В. Г. Короленка, брат Василь Семенович — революціонер-народник, лікар.
У 1872 році навчалася у Петербурзі на Вищих Аларчинських курсах П. Ф. Лесгафта. У ці роки примкнула до революційного руху. Залучалася до дізнання, котре відбувалося у лютому 1876 року у Москві, за звинуваченням в участі в антиурядовому гуртку для пропаганди серед народу (справа Івановського-Іонова). Знаходилася під вартою упродовж семи місяців і була звільнена під заставу.
За височайшим повелінням 17 липня 1877 року справа по ній вирішена в адміністративному порядку. Була вислана на батьківщину до батька під гласний нагляд поліції.
У листопаді 1877 року без дозволу виїхала до Москви, де проживала під нелегальним прізвищем. Брала участь у революційному робочом гуртку «Громада друзів» Натансона-Хазова товариства «Земля і Воля». Мала бути долучена до дізнання за цією справою, але не була розшукана. 29 листопада 1978 року справа відносно Олександри була призупинена до часу її розшуку.
Заарештована 27 жовтня 1879 року в Москві при обшуку у квартирі С. А. Малишева. У жовтні 1880 року вислана під нагляд поліції до Холмогор (Архангельська губернія). 11 січня за несхвальну поведінку вислана на п'ять років у Туринськ (Тобольска губернія), де вийшла заміж за Сергія Андрійовича Малишева (1853—1920).
З 1890-х років жила у маєтку Дубровка у Сердобському повіті Саратовської губернії разом з чоловіком С. А. Малишевим.
Померла у Сердобську у 1917 році.

## Родина
Чоловік: Малишев Сергій Андрійович
Брати:
- Івановський Василь Семенович
- Івановський Іван Семенович (народ. близько 1859 року) — вихованець Белевської духовної семінарії. Залучався до дізнання у лютому 1876 року за звинуваченням в участі в антиурядовому гуртку для пропаганди у народі: поширював серед семінаристів заборонені видання. Виключений з семінарії, близько двох років перебував у Тульській тюрмі. За височайшим повелінням 17 липня 1877 року справа по ньому вирішена а адміністративному порядку з установою за ним негласного нагляду.
- Івановський Петро Семенович (народ. близько 1863 року) — навчався на дому у брата Василя, а після його арешту перейшов на квартиру Євдокії Семенівни Івановської, де і був заарештований у віці 13 років. Залучався до дізнання у лютому 1876 року у Москві за звинуваченням в участі в антиурядовому гуртку для пропаганди у народі . Звільнений через три тижня. За височайшим повелінням 17 липня 1877 року справа по ньому була припинена.

Сестри:
- Івановська Парасковія Семенівна
- Івановська Євдокія Семенівна